# Sabine Brandi
Sabine Brandi (* 1953 in Dortmund, Nordrhein-Westfalen) ist eine deutsche Journalistin und Moderatorin.

## Leben
Brandi wurde in Dortmund geboren und ist das fünfte von sechs Kindern des deutschen Marineoffiziers und U-Boot-Kommandanten der Kriegsmarine, Albrecht Brandi, und dessen Frau Eva. Sie ist Enkelin von Ernst Brandi, einem deutschen Bergbauingenieur und späteren Verbandspolitiker.
Nach ihrer Schulzeit studierte sie Journalismus in Dortmund und absolvierte ihr Volontariat unter anderem bei den Tageszeitungen Hellweger Anzeiger in Unna sowie der Westfälischen Rundschau. Es folgten Moderationen in Formaten der ARD wie Talk täglich sowie Die Aktuelle Stunde und Hollymünd im Westdeutschen Rundfunk.
Ab 1993 moderierte sie die unverschlüsselt empfangbare Talkshow 0137 beim Bezahlfernsehsender Premiere, heute Sky Deutschland, und trat damit die Nachfolge von Maggie Deckenbrock und Hubert Winkels an. Das Format wurde im Jahr 1994 eingestellt. Von 1995 bis 1996 moderierte sie die Mediensendung Parlazzo im WDR Fernsehen und war 23 Jahre im Radioprogramm von WDR 2 und WDR 5 des Westdeutschen Rundfunks zu hören, wo sie Westzeit an der Seite von Manfred Breuckmann und später wöchentlich die Sendungen Neugier genügt, Redezeit und Tagesgespräch moderierte.
Als Redakteurin arbeitete sie für Formate wie Bauern in Europa sowie Drillinge und dann… (SWR) und war in Sendungen wie Planet Wissen zu Gast. Neben ihrer Arbeit im Radio und Fernsehen absolvierte sie eine Ausbildung zur Atemtherapeutin nach Ilse Middendorf.
Sie lebt mit dem Journalisten und Produzenten Friedrich Küppersbusch zusammen. Das Paar hat zwei Kinder und wohnt in Dortmund und der irischen Grafschaft Kerry.